# C3-plante
C3-carbon fiksering er en stofskiftevej for carbon-fiksering i fotosyntese. Denne proces konverterer carbondioxid og ribulose bisphosphate (RuBP, a 5-carbon sukker) om til 3-phosphoglycerate gennem følgende reaktion:
6 CO2 + 6 RuBP → 12 3-phosphoglycerate
Planter som alene overlever ved C3 fiksering (C3-planter) trives for det meste i områder med moderat sollysintensitet, moderate temperaturer, carbondioxid koncentrationerne er omkring 200 ppm eller højere og med rigeligt grundvand. C3-planterne dukkede op under æraene Palæozoikum og Mesozoikum – og dukkede dermed op før C4-planterne og C3-planterne udgør stadig omkring 95% af jordens planters biomasse.